# The Adventures of Tom Sawyer
As Aventuras de Tom Sawyer (no original: The Adventures of Tom Sawyer) é um livro infantojuvenil publicado em 1876 pelo escritor estadunidense Mark Twain. O livro conta as aventuras do rapaz Tom Sawyer que vive com sua tia Polly, o irmão Sid e o amigo Huckleberry Finn.

## Continuações
- As Aventuras de Huckleberry Finn
- As Viagens de Tom Sawyer
- Tom Sawyer Detetive